# Wisch (powiat Nordfriesland)
Wisch (północnofryz. Väsk, duń. Visk) – gmina w Niemczech w kraju związkowym Szlezwik-Holsztyn, w powiecie Nordfriesland, wchodzi w skład urzędu Nordsee-Treene.